# Мені не боляче
«Мені не боляче» — десятий фільм 2006 року російського режисера Олексія Балабанова.

## Зміст
Міша, звичайний дизайнер, познайомився з багатою і молодою жінкою Нателлою. Вона допомогла йому разом із друзями у своєму колі і тепер вони заробляють шалені гроші на оформленні осель місцевої еліти. А в Міші і Нателли складається вдалий роман. Ось тільки у дівчини є таємниця, яка може зруйнувати їхнє щастя.

## Ролі
| Актор                   | Роль              |
| ----------------------- | ----------------- |
| Олександр Яценко        | Міша              |
| Рената Литвинова        | Тата              |
| Сергій Маковецький      | лікар             |
| Микита Михалков         | Сергій Сергійович |
| Дмитро Дюжев            | Олег              |
| Інга Оболдіна-Стрєлкова | Аля               |
| Олександр Бесідин       | Саша              |
| Олександр Андрєєв       |                   |
| Альона Баркова          |                   |

### Озвучення
- Євген Миронов — Міша (персонаж Олександра Яценка)
- Пісня «Mammy Blue» — Алеся Маньковська

## Знімальна група
| Режисер    | Олексій Балабанов  |
| Сценарист  | Валерій Мнацаканов |
| Композитор | Вадим Самойлов     |